# Kéksapkás kolibri
A kéksapkás kolibri (Eupherusa cyanophrys) a madarak osztályának sarlósfecske-alakúak (Apodiformes) rendjébe és a kolibrifélék (Trochilidae) családjába tartozó faj.

## Rendszerezése
A fajt John Stuart Rowley és Albert G. Orr írták le 1964-ben.

## Előfordulása
Mexikó déli részén, Oaxaca államban honos. Természetes élőhelyei a szubtrópusi és trópusi síkvidéki és hegyi esőerdők. Állandó, nem vonuló faj.

## Megjelenése
Testhossza 11 centiméter. A hímnek türkizkék sapkaszerű folt van a fején.

## Természetvédelmi helyzete
Az elterjedési területe kicsi, egyedszáma 600-1700 példány közötti és csökken. A Természetvédelmi Világszövetség Vörös listáján veszélyeztetett fajként szerepel.